# یاغی (فیلم ۱۳۳۱)
یاغی فیلمی به کارگردانی مهدی بشارتیان محصول سال ۱۳۳۱ است.

## خلاصه داستان
هیچ عاملی از خشونت، خوشگذرانی، خیانت و… نمی‌تواند مانع تکتازی‌های یاغی باشد تا اینکه با عشق مواجه می‌گردد. آن وقت آینده‌ای تازه را پیش روی خود می‌یابد.